# 타실라크

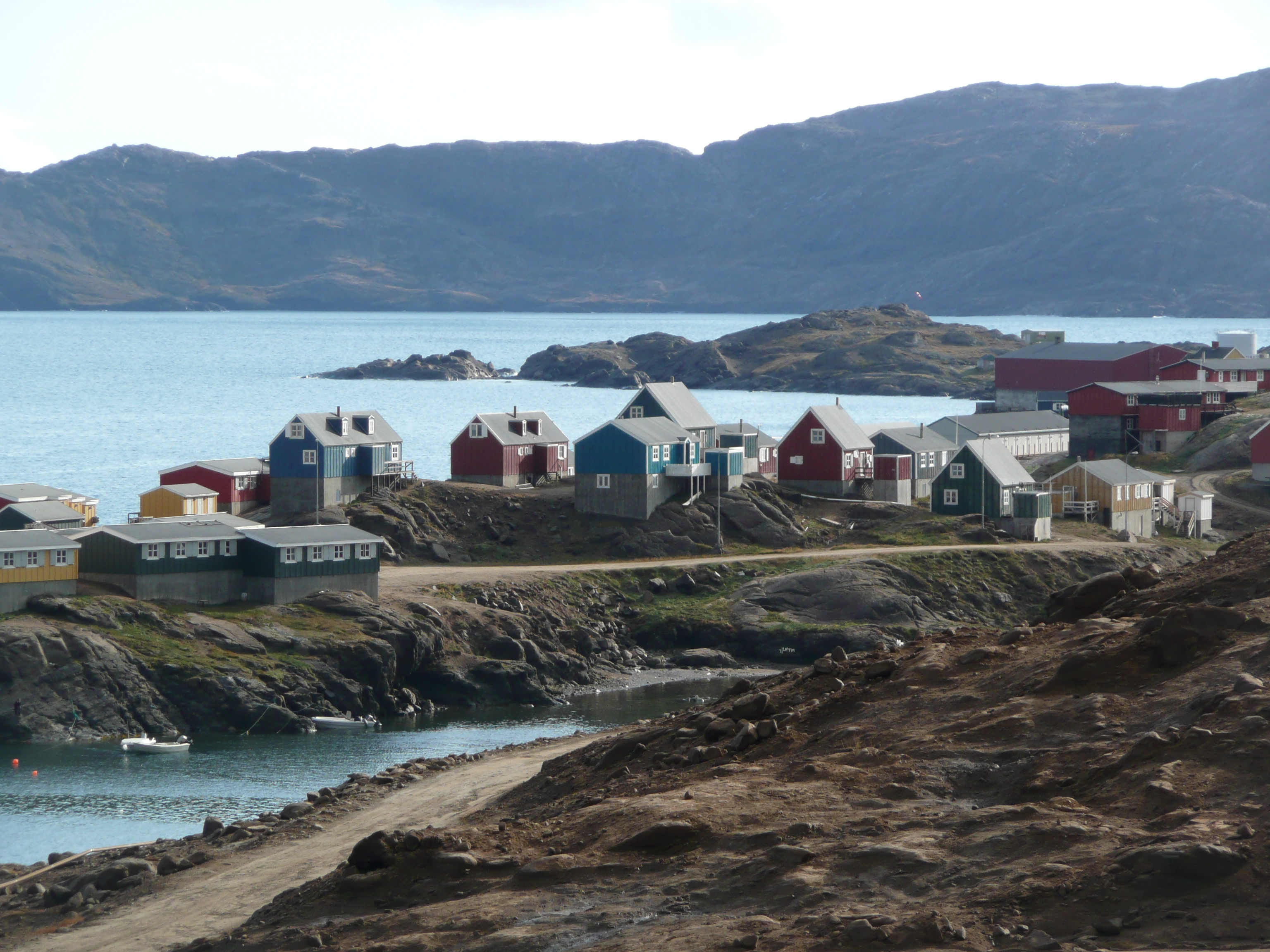
타실라크의 모습

타실라크(그린란드어: Tasiilaq)는 그린란드의 남동쪽 세르메르소크 자치체에 있는 도시이다. 2010년으로서 1,930 명의 인구가 거주하고 있는, 타실라크는 그린란드 동쪽 해안지대에서 인구가 가장 많은 마을자 그린란드에서 일곱번째로 큰 도시이다. 근처 미티바카트 빙하(Mittivakkat Glacier)의 연구에 기여를 하고 있는 세르밀리크 과학기지 (Sermilik Station)가 도시 근처에 위치한다.

## 역사

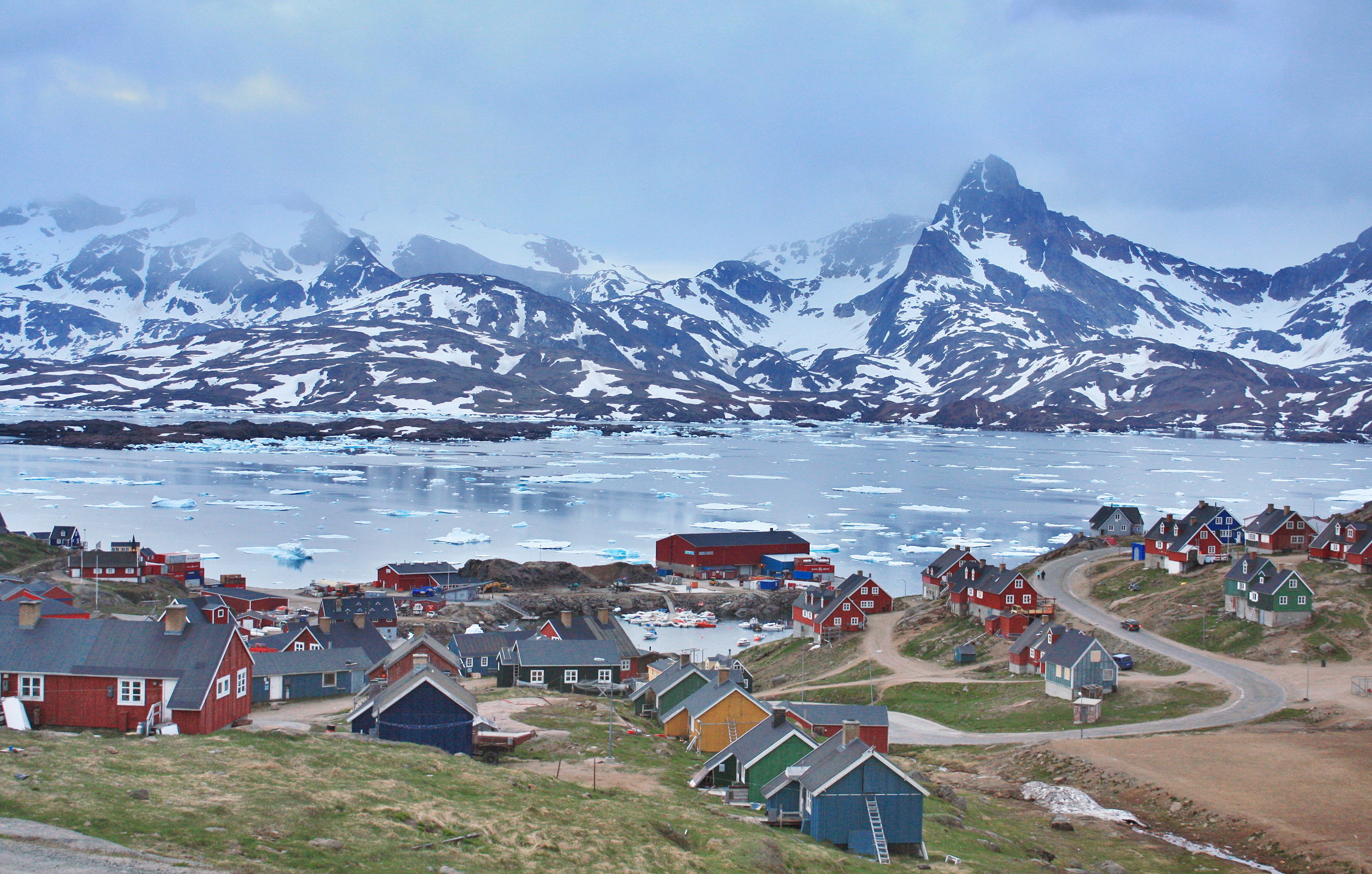
타실라크의 여름

그린란드 동부에 처음 발을 딛은 사람들은 이른바 사칵 문화 (Saqqaq culture)를 이룬 민족으로, 그린란드 북쪽에서 내려와 지금의 피어리랜드와 인디펜던스 피오르 지역을 거쳐 정착한 것이다. 이후로는 도르셋 문화가 자리를 잡았으며 15세기에는 툴레 족의 유목민들이 이 지역을 거쳐와 동남부의 미개척 지대에 처음 들어왔다.
하지만 이들 유목민들은 사람이 더 많이 사는 서부 해안지대로 다시 이동하면서 남동부 해안지대는 약 200여년간 황폐화된 상태로 남아 있었다. 18세기 후반까지만 해도 이곳에 정착해 사는 사람은 없었으며, 19세기에 접어들면서도 이 지역의 정착민 마을은 한 곳 뿐이었다. 1880년대부터 이 지역에 마을이 곳곳 퍼져나가 생기면서 인구가 증가하기 시작하였다.
1894년에는 타실라크가 영구 정착마을이 되었으며 덴마크와의 무역 거점이 되었다. 예전에는 '암마살릭' (Ammassalik / Angmagssalik)이란 명칭이었지만 1997년 지금의 이름으로 바꾸었다.

## 지리
타실라크는 북극권에서 남쪽으로 약 106km 떨어진 지점에 있으며, 암마살릭 섬 남동부 해안가의 타실락 협곡에 있는 어느 자연항 부근에 자리해 있다. 이 자연항의 이름은 '콩 오스카르스 하븐' (Kong Oscars Havn)으로 1883년 덴마크의 알프레드 가브리엘 나토르스트가 명명하였다. 타실락 협곡은 암마살릭 협곡을 이루는 작은 계곡으로 마을 동쪽의 북대서양과 이어진다. 그보다 더 서쪽에는 규모가 더 큰 세르밀릭 협곡이 자리한다.
타실라크는 툰드라 기후에 속해 있어 겨울이 길고 추우며 강수량이 많고, 여름은 시원하고 강수량이 적다. 가끔씩 피테락 (piteraq, 활강풍의 일종)의 영향을 받기도 한다. 1970년 2월 6일에는 사상 최대 규모의 피테락이 타실라크 마을을 덮쳐 막대한 피해를 끼쳤고, 마을 전체가 폐허 직전에 이르렀던 적도 있었다.
| 타실라크 (1991년~2020년)의 기후 | 타실라크 (1991년~2020년)의 기후 | 타실라크 (1991년~2020년)의 기후 | 타실라크 (1991년~2020년)의 기후 | 타실라크 (1991년~2020년)의 기후 | 타실라크 (1991년~2020년)의 기후 | 타실라크 (1991년~2020년)의 기후 | 타실라크 (1991년~2020년)의 기후 | 타실라크 (1991년~2020년)의 기후 | 타실라크 (1991년~2020년)의 기후 | 타실라크 (1991년~2020년)의 기후 | 타실라크 (1991년~2020년)의 기후 | 타실라크 (1991년~2020년)의 기후 | 타실라크 (1991년~2020년)의 기후 |
| 월                              | 1월                             | 2월                             | 3월                             | 4월                             | 5월                             | 6월                             | 7월                             | 8월                             | 9월                             | 10월                            | 11월                            | 12월                            | 연간                            |
| ------------------------------- | ------------------------------- | ------------------------------- | ------------------------------- | ------------------------------- | ------------------------------- | ------------------------------- | ------------------------------- | ------------------------------- | ------------------------------- | ------------------------------- | ------------------------------- | ------------------------------- | ------------------------------- |
| 역대 최고 기온 °C (°F)          | 9.8 (49.6)                      | 15.2 (59.4)                     | 15.1 (59.2)                     | 15.2 (59.4)                     | 17.9 (64.2)                     | 25.3 (77.5)                     | 25.2 (77.4)                     | 25.2 (77.4)                     | 21.2 (70.2)                     | 19.3 (66.7)                     | 21.6 (70.9)                     | 12.2 (54.0)                     | 25.3 (77.5)                     |
| 일평균 최고 기온 °C (°F)        | −3.3 (26.1)                     | −3.1 (26.4)                     | −2.6 (27.3)                     | 1.3 (34.3)                      | 4.5 (40.1)                      | 8.4 (47.1)                      | 10.9 (51.6)                     | 10.3 (50.5)                     | 6.9 (44.4)                      | 2.5 (36.5)                      | −0.4 (31.3)                     | −2.3 (27.9)                     | 2.8 (37.0)                      |
| 일일 평균 기온 °C (°F)          | −6.0 (21.2)                     | −6.1 (21.0)                     | −5.9 (21.4)                     | −2.2 (28.0)                     | 1.3 (34.3)                      | 4.8 (40.6)                      | 7.2 (45.0)                      | 6.9 (44.4)                      | 4.2 (39.6)                      | 0.1 (32.2)                      | −2.8 (27.0)                     | −4.9 (23.2)                     | −0.3 (31.5)                     |
| 일평균 최저 기온 °C (°F)        | −8.9 (16.0)                     | −9.2 (15.4)                     | −9.2 (15.4)                     | −5.7 (21.7)                     | −1.8 (28.8)                     | 1.3 (34.3)                      | 3.5 (38.3)                      | 3.8 (38.8)                      | 1.7 (35.1)                      | −2.2 (28.0)                     | −5.2 (22.6)                     | −7.6 (18.3)                     | −3.3 (26.1)                     |
| 역대 최저 기온 °C (°F)          | −30.3 (−22.5)                   | −30.7 (−23.3)                   | −32.0 (−25.6)                   | −25.4 (−13.7)                   | −15.7 (3.7)                     | −8.6 (16.5)                     | −3.5 (25.7)                     | −5.7 (21.7)                     | −7.6 (18.3)                     | −18.3 (−0.9)                    | −25.2 (−13.4)                   | −29.6 (−21.3)                   | −32.0 (−25.6)                   |
| 평균 강수량 mm (인치)           | 113.2 (4.46)                    | 99.3 (3.91)                     | 93.6 (3.69)                     | 75.4 (2.97)                     | 58.3 (2.30)                     | 34.9 (1.37)                     | 39.4 (1.55)                     | 58.8 (2.31)                     | 89.8 (3.54)                     | 71.0 (2.80)                     | 91.4 (3.60)                     | 90.0 (3.54)                     | 915.1 (36.04)                   |
| 평균 강수일수 (≥ 1 mm)          | 12.5                            | 11.2                            | 11.5                            | 9.7                             | 8.4                             | 5.9                             | 6.2                             | 8.1                             | 9.3                             | 9.3                             | 10.8                            | 10.8                            | 113.7                           |
| 평균 월간 일조시간              | 1                               | 34                              | 116                             | 162                             | 188                             | 234                             | 245                             | 189                             | 144                             | 55                              | 10                              | 0                               | 1,378                           |
| 가능 일조율                     | 0.1                             | 14.4                            | 32.0                            | 35.5                            | 32.3                            | 35.7                            | 39.1                            | 36.7                            | 36.7                            | 18.2                            | 5.3                             | 0.0                             | 23.8                            |
| 출처 1: 덴마크 기상학회         |                                 |                                 |                                 |                                 |                                 |                                 |                                 |                                 |                                 |                                 |                                 |                                 |                                 |
| 출처 2: Météo Climat            |                                 |                                 |                                 |                                 |                                 |                                 |                                 |                                 |                                 |                                 |                                 |                                 |                                 |

## 인구
타실라크의 인구는 2014년 기준 2,062명으로 그린란드에서 인구 성장세가 가장 빠른 마을이기도 하다. 또 주변의 작은 마을과 정착지에서 이사오는 사람이 많아지면서 증가세에 힘을 실어주고 있다. 세르메르소크 주내에서 지난 20년간 가장 안정적인 인구 성장세를 보여준 마을은 누크와 이곳밖에 없을 정도다. 연도별로 보면 1990년 인구보다 37%, 2000년 인구보다 18% 증가한 모습을 보여주고 있다.
타실라크 마을 사람들은 동부 그린란드어를 쓰며, 그 언어권의 주요 중심지이기도 하다.

## 교통
타실라크 마을 바깥에는 이렇다 할 도로가 없다. 가장 긴 도로는 수력발전소와 연결되는 좁은 자갈도로로 약 3km 길이다. 이보다 더 멀리 나가기 위해서는 헬리콥터나 배를 이용해야 한다.
타실라크에는 타실라크 헬리포트가 있는데 그린란드 항공이 헬리콥터 운항편을 제공하고 있다. 이곳에서 24km 떨어진 쿨루수크 공항까지 이동한 다음 그곳에서 누크나 이토코르토르미트로 이동하거나, 네를레리트 이나트 공항을 거쳐 아이슬란드로 갈 수 있다. 도시간 운항편 외에도 이 지역 내의 다른 마을들을 헬리콥터 노선으로 연결해주는 역할도 하는데 취항지로는 이소르토크, 쿠미트, 세르밀리가크, 티니테킬라크 등이 있다.
여름에는 로열 액틱 라인의 화물선이 타실라크와 쿨루수크를 잇는다. 이를 통해 그린란드 항공의 헬리콥터 항공편을 즉석 대체할 수 있다.

## 자매도시
- 아이슬란드 - 코파보귀르